# Ura naših dni
Ura naših dni je drama Mire Mihelič iz leta 1965.

## Osebe
- Alojz Nepomuk: mežna pri sv. Antonu
- Vilma: njegova hči, zaposlena v mestu
- Jaka Boltežar: direktor Odmeta
- Tilda: njegova žena
- Jurij: občinski tajnik
- Gašper: cestar
- kmet, kmetica, mrliči

## Kraj in čas
Godi se pri sv. Antonu na Gori, nekoč po osvoboditvi.

## Vsebina
1. dejanje: Vilma pride k očetu na Goro, da bi si opomogla od poroda, pa tudi zato, da bi se spravila s svojim fantom Jurijem. A Jurij je negotov, na zunaj pa prevzeten in Vilmo nehote žali. Ona je bila zato tudi pobegnila od njega v mesto, odpeljal pa jo je Boltežar, a tako pijan, da še danes ne ve, kaj se je zgodilo. Jurij je seveda prepričan, da se je Vilma spečala z Boltežarjem, kar njo tako razjezi, da mu sploh ne pove o rojstvu otroka. Za to je izvedel tudi Boltežar in v upanju, da je otrok njegov - je namreč impotenten -, lazi za Vilmo, obenem pa Nepomuka prepričuje, naj križe s pokopališča proda za staro železo.
2. dejanje: Občina grozi, da bo cerkveno uro odstranila, saj s škripanjem moti vso okolico. Nepomuk, ki ima staro uro rad, proda križe Boltežarju in kupi olje, da bi mehanizem namazal. Posel je na meji kriminala. Jurij raziskuje, se sporeče z Boltežarjem, tedaj pride Tilda, ljubosumna na moža zaradi Vilme; iz njenih besed tudi Nepomuk in Jurij izvesta, da je Vilma rodila. Oče jo prekolne, Jurij sumniči še bolj, Vilma pa je zato še huje užaljena, sklene da se vrne v mesto. - Ljudje so ogorčeni zaradi križev, za rop dolžijo komunista Jurija. Ta se zaroti, da bo odkril pravega krivca.
3. dejanje: Mrliči na "njegovem" pokopališču skušajo Nepomuku dopovedati, da je edina stvar, ki sega onkraj groba, ljubezen. A on tega ne razume, zanj je vse le greh in lajdranje. - Jurij je bil našel priče in dokaze, da je križe prodal Nepomuk. Vilma ogorčeno brani očeta, ko pa vidi, da ima Jurij prav, ga prosi zanj, češ, saj vidi, da gre starcu že na otročje. Nesporazumi med mladima se sicer s težavo, a vendarle počasi gladijo. Medtem Nepomuk namaže uro, ta pa se ustavi in je ni več mogoče pognati v tek. Ker bi bil rad mučenec za sveto stvar, pričakuje, da ga bo Jurij dal v zapor zaradi križev, ko pa ta noče, se gre sam prijaviti na milico. Jurij izpove, da bo treba izdelati novo uro, ki bo prav kazala čas in uravnavala življenje sedanjih in bodočih rodov. Svet prihodnosti bo dober, v njem ne bo nobenih krivic ne nadlog, sploh ničesar več ne bo ... nakar Gašper skeptično pristavi: "Amen."